# Schloss Schnodsenbach

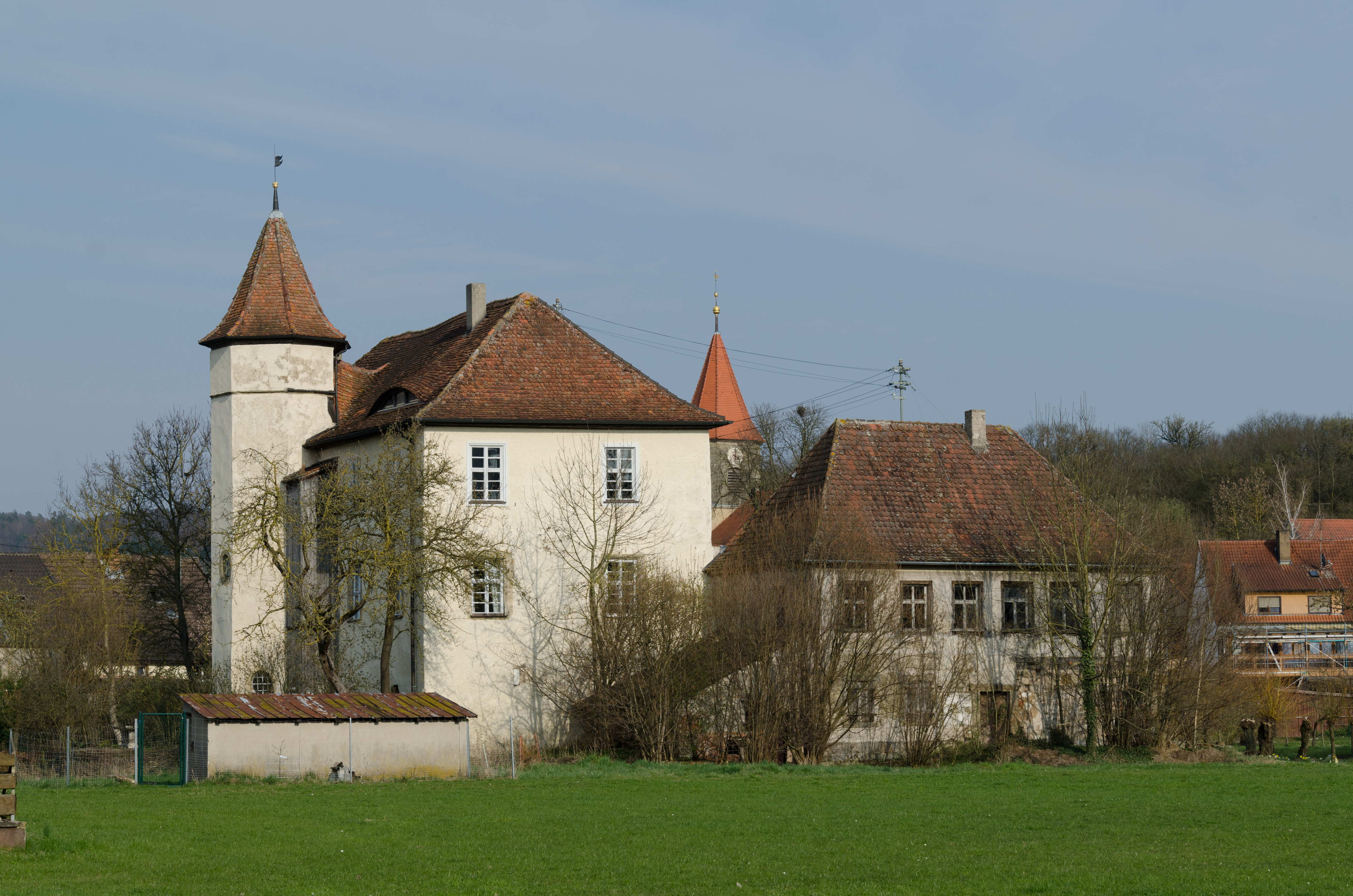
Ehemaliges Schloss Schnodsenbach

Schloss Schnodsenbach ist ein ehemaliges Schloss in Schnodsenbach, einem Gemeindeteil der Stadt Scheinfeld im Landkreis Neustadt an der Aisch-Bad Windsheim (Mittelfranken, Bayern).

## Geschichte
Schnodsenbach wurde erstmals im Jahre 1258 als „villa“ mit einem Gerichtssitz („judicium Snozenbach“) genannt, die Entstehung wird um das Jahr 1000 angenommen. Eine Burg wurde erstmals im Jahre 1361 in Zusammenhang mit einem Ritter Apel von Seckendorff zu Snoczenbach erwähnt. Das dem Ortsnamen zugrundeliegende Hydronym hat als Bestimmungswort den Personennamen Snozo. Das Schloss wurde im 15./16. Jahrhundert für die Herren von Leonrod errichtet. Nach 1768 erfolgte der Umbau zur heutigen Gestalt.